# Paramormyrops jacksoni
Paramormyrops jacksoni es una especie de pez elefante eléctrico perteneciente al género Paramormyrops en la familia Mormyridae presente en varias cuencas hidrográficas de África, entre ellas el río Longa tributario del Zambezi. Es nativa de Angola; y puede alcanzar un tamaño aproximado de 5,2 cm.

## Estado de conservación
Respecto al estado de conservación, se puede indicar que de acuerdo a la IUCN, esta especie puede catalogarse en la categoría «Datos insuficientes (DD)».